# Tesi della frontiera
La tesi della frontiera è un'ipotesi avanzata dallo storico Frederick Jackson Turner nel 1893, secondo cui l'origine delle caratteristiche democratiche, innovative, violente e distintive del carattere americano sia stata rappresentata dal far west. Turner ha insistito sul processo, il confine della frontiera in movimento e l'impatto che ebbe sui pionieri che lo attraversavano. Nella sua tesi afferma che la frontiera creò libertà, "spezzando i limiti dell'abitudine, offrendo nuove esperienze, istituendo nuove istituzioni ed attività.". Turner annunciò inizialmente la sua tesi in un documento intitolato "The Significance of the Frontier in American History", consegnato a Chicago, alla American Historical Association nel 1893 alla World's Columbian Exposition.

## Evoluzione
Turner impostò un modello evoluzionistico, utilizzando sia la dimensione temporale della storia americana che lo spazio geografico del territorio che divenne gli Stati Uniti. I primi coloni che giunsero sulla costa orientale nel XVII secolo, agivano e pensavano come europei. Incontrarono sfide ambientali diverse da quelle che conoscevano in Europa. La caratteristica più importante fu la presenza di terra arabile non coltivata. I coloni europei si adattarono al nuovo ambiente in modi differenti; l'effetto cumulativo di questi adattamenti fu definito come "Americanizzazione". Secondo Turner, la formazione dell'univoca e aspra identità americana venne plasmata dalla fusione tra la civiltà della colonizzazione, e l'asprezza delle terre selvagge che via via i coloni incontravano. La dinamica di queste condizioni opposte, generò un singolare processo di "formazione" del tipico cittadino americano, cittadino in grado di domare il contesto selvaggio, e sul quale, contemporaneamente, il contesto selvaggio aveva conferito forza e individualità.
Le generazioni successive avanzarono verso l'interno del territorio americano, spostando i confini della colonizzazione e della terra selvaggia, ma preservando l'essenziale tensione tra le due caratteristiche. Tale tensione, mise in crisi le istituzioni europee: le chiese, le aristocrazie, la tendenza ad un governo intrusivo, e la distribuzione della terra basata sulle classi sociali. Tali istituzioni divennero sempre più, nell'inconscio collettivo, fuori luogo. Ogni generazione, spostandosi sempre più ad ovest, divenne sempre più "americana", più "democratica", e intollerante nei confronti di qualsiasi gerarchia, così come veniva concepita nel vecchio modello colonialista europeo. L'"americano medio" adottò un comportamento sempre più violento, più individualista, più diffidente nei confronti dell'autorità, meno sensibile ai valori artistici e al rigore scientifico, più dipendente dalle organizzazioni ad-hoc da loro stessi formate. In termini generali, tale ipotesi affermava che: "più si va verso ovest, più si è americani"

## Impatto
La tesi di Turner divenne rapidamente popolare tra gli intellettuali. Spiegò il motivo per cui gli americani, e il governo americano erano così differenti dagli europei. Sembrò una nota allarmante riguardo al futuro, dato che il censimento statunitense del 1890 dichiarò ufficialmente la disintegrazione della frontiera americana. L'idea che la fonte del potere e dell'unicità degli Stati Uniti potesse scomparire, era considerata, si una conquista, ma dolorosa. Molte persone, tra cui lo storico Theodore Roosevelt, diventato successivamente presidente, credevano che la fine della frontiera rappresentasse l'inizio di un nuovo stadio nella vita americana, e che gli Stati Uniti dovessero espandersi al di là del mare. Per questa ragione, alcuni critici videro la tesi di Turner come l'impeto per una nuova ondata nella storia dell'imperialismo statunitense. Ciononostante, il lavoro di Turner, in contrasto con il lavoro di Roosevelt, "The Winning of the West", pone più enfasi sul repubblicanesimo americano, piuttosto che sulla conquista territoriale o la dominazione sui nativi americani. Storici radicali degli anni settanta che volevano concentrare gli studi sulle minoranze, specialmente i nativi americani e gli ispanici, screditarono la tesi della frontiera, perché non provava a spiegare l'evoluzione di questi gruppi. In realtà il loro approccio voleva rifiutare la frontiera come un importante processo e limitare la storia a ciò che successe nell'area occidentale degli Stati Uniti.

## Frontiera finita
Turner osservò che il concetto di frontiera, stava giungendo alla fine, e speculò su cosa questo significasse, per il continuo e attivo dinamismo della società americana. Il motore per i cambiamenti è finito? No, dissero alcuni, siccome vi sono nuove frontiere che contemplano differenti processi, come ad esempio la frontiera dell'innovazione tecnologica. John F. Kennedy promosse le sue politiche come la "Nuova Frontiera", infatti rese come tale lo spazio, frontiera raggiunta dagli astronauti sulla Luna nel 1969. La metafora della "frontiera", per la tesi di Turner, significò il proseguimento del motore del processo sociale.